# Wachtmeister (1681)
Wachtmeister var ett svenskt linjeskepp, som byggdes 1681 på Riga skeppsgård under ledning av skeppsbyggmästare Francis Sheldon. Fartyget var bestyckat med 56 kanoner och besättningen bestod av 271 sjömän och 40 knektar. Hon deltog i expeditionerna till Danmark och Livland 1700 och som flaggskepp i Finska viken 1704, samt i sjöslagen vid Köge bukt 1710 och Gotska Sandön 1719, varvid hon gick förlorat till Ryssland.